# Lee Davis (regista)
Lee Davis (...) è un regista, sceneggiatore e attore statunitense.

## Biografia
Nato e cresciuto nella parte nord-orientale del Bronx, fin da piccolo, viene portato dal padre al cinema ed al padre attribuisce il suo amore per la settima arte. 
Dopo essersi laureato presso la Fordham University nel Bronx, Davis ha lavorato presso la Tower Records, che gli ha dato la possibilità di lavorare sui film, pur continuando a percepire uno stipendio. Presso il luogo di lavoro, ha incontrato Spike Lee, iniziando a collaborare con il regista. Ha lavorato come assistente alla produzione per due film di Spike Lee: Jungle Fever e Malcolm X. Ha collaborato inoltre alla realizzazione di Crooklyn e Mo Better Blues.
Nel 1999, ha debuttato, dirigendo il cortometraggio A Gut Feeling con Saul Williams e Ruben Santiago-Hudson come attori e con Spike Lee come produttore esecutivo. Il cortometraggio è stato presentato in anteprima al Noosa Film Festival in Australia e all'Urban-world Film Festival a New York, ed è stato visto a livello nazionale su The Sci-Fi Channel.
Nel 2000, Lee Davis è stato nominato dal Variety Magazine tra i dieci migliori sceneggiatori da guardare. Nello stesso anno, ha scritto e diretto 3 A.M.. Il film originale Showtime è stato interpretato da Danny Glover, Pam Grier e Michelle Rodriguez ed è stato prodotto da Spike Lee.
Nel 2001, Lee Davis ha scritto e diretto Flicker, un cortometraggio ad alta definizione per il canale The Sci-Fi Channel. Nello stesso anno, Miramax acquistò una sua sceneggiatura, Dance On Two. 
Nel 2003, Davis ha lavorato come consulente per alcuni sceneggiatori latinoamericani, presso il prestigioso Oaxaca Screenwriting Lab in Messico
Nel 2004, Davis ha diretto Christmas At Waters Edge, con Keisha Knight Pulliam, Pooch Hall e Tom Bosley.
Nel 2007, Davis ha diretto The King & I, un componente cinematografico della presentazione del libro di Susan Lori Parks, "365 ascolti in 365 giorni". Il 2007 ha segnato l'uscita di Hoop Reality, un documentario che racconta le vite di due ragazzi, Arthur Agee e Patrick Beverley, un prolifico marcatore del liceo.
Nel 2009. Lee Davis ha diretto Romance Is Served, un documentario che è "un'esperienza di intrattenimento intima" sul romanticismo a Los Angeles. Il documentario è stato presentato in anteprima al Belize Film Festival e ha ricevuto il premio per il miglior documentario.
Nel 2013, Davis ha diretto West Side Girl, un cortometraggio di 11 minuti per l'artista Bilal.
Nel 2015, Davis ha diretto il cortometraggio Mother of the Week.

## Riconoscimenti
- Black Reel Awards
  - 2002 – Candidatura come Miglior Regista – Network/Via cavo per 3 A.M. - Omicidi nella notte
  - 2002 – Candidatura come Miglior Sceneggiatura (Originale o adattata) – Network/Via cavo per 3 A.M. - Omicidi nella notte
- Hoboken International Film Festival
  - 2015 – Audience Choice Award per Mother of the Week
- Queens World Film Festival Archiviato il 30 agosto 2017 in Internet Archive.
  - 2015 – Menzione d'onore della giuria per il Miglior Cortometraggio Comico per Mother of the Week
  - 2015 – Candidatura per il Premio della giuria – Miglior Cortometraggio Comico per Mother of the Week

## Filmografia

### Lungometraggi
- 3 A.M. - Omicidi nella notte (3 A.M.) (2001)
- Christmas at Water's Edge (film TV) (2004)

### Documentari
- Hoop Reality (2007)
- Romance Is Served (2009)

### Cortometraggi
- A Gut Feeling (1999)
- Flicker (2001)
- West Side Girl (2013)
- Mother of the Week (2015)